# 活佛庙 (苏尼特左旗)
活佛庙，又名“包日汗喇嘛庙”，赐名“普乐寺”，位于内蒙古自治区锡林郭勒盟苏尼特左旗，是一座藏传佛教格鲁派寺院。

## 简介
活佛庙位于巴彦宝力道苏木巴彦哈日阿图嘎查。活佛巴拉登敖斯尔，于1774年建庙殿并上报清朝皇帝，获乾隆帝赐匾为“普乐寺”，恩准25名度牒。该庙多次迁址，最后在1915年迁至巴彦哈日阿图南坡，新建大殿，另外还有3个寺堂，藏有《甘珠尔》108卷，有120名喇嘛，500头/只牲畜及财产。该庙宗教活动之举办较为频繁，共传世七代活佛。1930年，九世班禅曾到此庙。